# Айстис, Йонас
Йонас Айстис (лит. Jonas Aistis; настоящая фамилия Александравичюс, Aleksandravičius; с 1952 официальная фамилия Айстис; 7 июля 1904, деревня Кампишкес Ковенского уезда (ныне Каунасский район) — 13 июня 1973, Вашингтон, США) — литовский поэт; лауреат Государственной премии Литвы.

## Биография
Окончил гимназию в Каунасе (1927). В Университете Витовта Великого изучал литовский язык и литературу, одновременно служил секретарём в Сельскохозяйственном банке (Žemės ūkio bankas). Получив стипендию Министерства просвещения, с 1936 года изучал французский язык и литературу в Гренобльском университете. В 1944 году защитил диссертацию о лингвистических аспектах переводов евангельских текстов на провансальский язык.
В 1944—1945 годах работал в архиве Ниццы и Парижской национальной библиотеке. В 1946 году переехал в США. Преподавал литовский язык, работал на радио «Свободная Европа» (1952—1958), с 1958 года работал в Библиотеке Конгресса.
Умер в Вашингтоне. В 2000 году перезахоронен в Румшишкес.

## Творчество

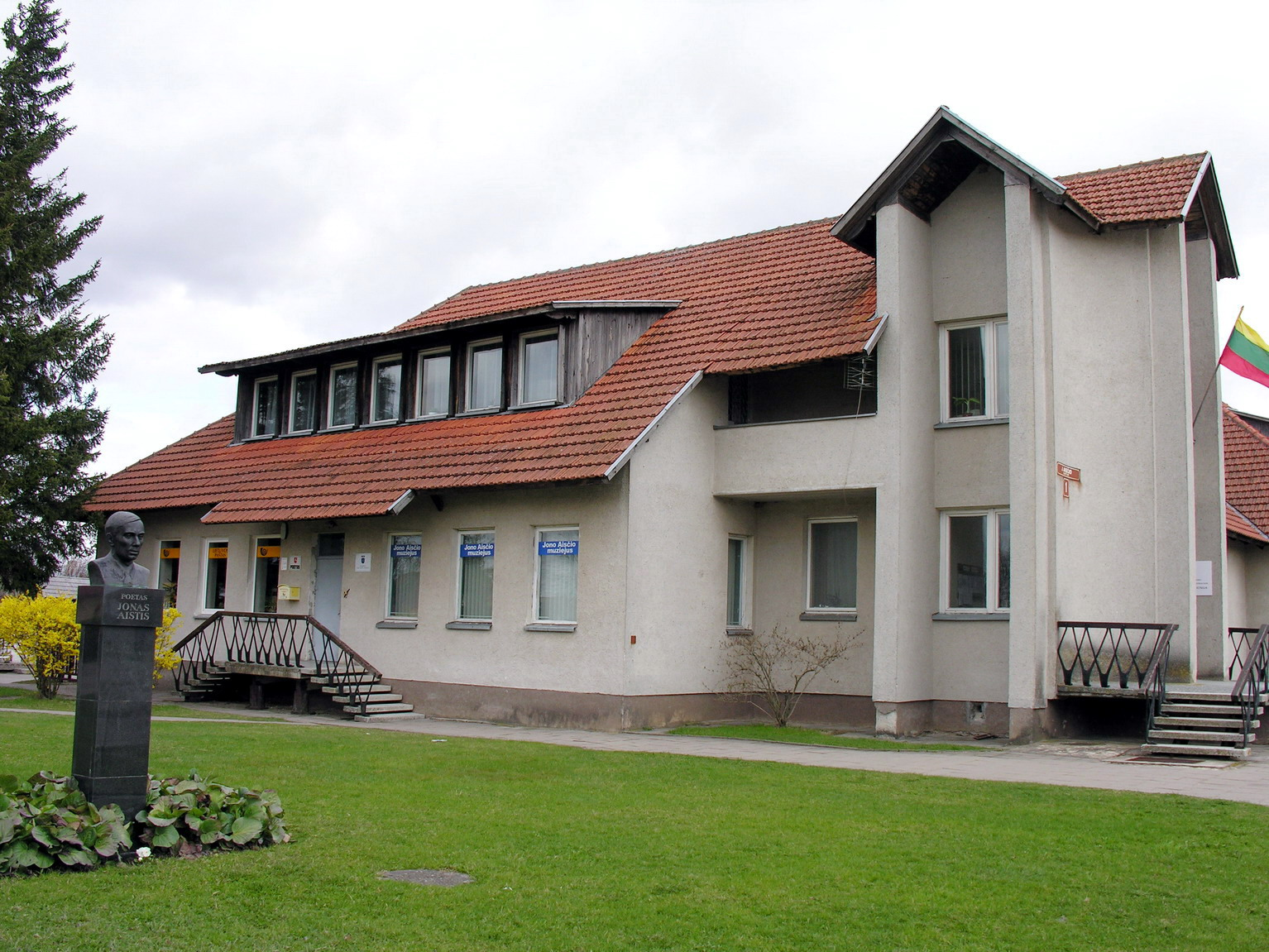
Музей Айстиса в Румшишкес

Первые стихотворения появились в печати в 1926 году, по другим сведениям — в 1927 году.
До 1940 года публиковал свои произведения за подписью Коссу-Александравичюс (Kossu-Aleksandravičius) и Коссу-Александришкис (Kossu-Aleksandriškis). Издал сборники стихотворений „Eilėraščiai“ (1932), „Imago mortis“ (1934), «Интимные песни» („Intymios giesmės“; 1935), «Погасшие глаза химеры» („Užgesę chimeros akys“; 1937, Государственная премия Литвы), „Be tėvynės brangios“ (1942), „Nemuno ilgesys“ (1947), „Sesuo buitis“ (1951), „Kristaliniam karste“ (1957). Выпустил книги очерков, эссе и воспоминаний „Dievai ir smūtkeliai“ (1935), „Apie laiką ir žmones“ (1954), „Milfordo gatvės elegijos“ (1969).
Подготовил издания сборников поэзии Юргиса Балтрушайтиса „Poeziją“ (1948), Казиса Бинкиса „Lyriką“ (1952), сборник песен антисоветского сопротивления „Laisvės kovų dainas“ (1962). Вместе с поэтом и прозаиком Антанасом Вайчюлайтисом составил «Антологию литовской поэзии» („Lietuvių poezijos antologiją“; 1951).
Литературовед Витаутас Кубилюс в поэзии Айстиса усматривал трансформацию романтических и неоромантических традиций и относил к числу основоположников литовской эссеистики.

## Память
В 1996 году в Румшишкес основан музей Айстиса. С 2004 года ежегодно присуждается премия имени Айстиса за исследования его творчества. Почта Литвы выпустила посвящённую ему почтовую марку (2004).

## Примечания

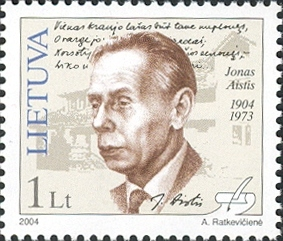
Марка почты Литвы (2004)